# Vettio Iusto
Vettio Iusto (latino: Vettius Iustus; fl. 328) è stato un politico romano di età imperiale, console nel 328.
Iusto era imparentato con i Vettii Grati; sposato probabilmente con una Nerazia (Neratia), suo figlio era Iusto, governatore del Piceno nel 350, la nipote era Giustina, moglie di Valentiniano I.